# Šlovrenc
Šlovrenc is een plaats in Slovenië en maakt deel uit van de gemeente Brda in de NUTS-3-regio Goriška. De plaats telde 102 inwoners op 1 januari 2020.